# Mastacembelus
Mastacembelus là một chi bao gồm các loài trong họ Cá chạch sông. Một số loài khá phổ biến trong nhóm cá cảnh như M. erythrotaenia và M. armatus.

## Phân loại
Trong một đánh giá về họ Mastacembelidae năm 2005, các chi Caecomastacembelus và Aethiomastacembelus đã được xếp thành tên đồng nghĩa với Mastacembelus. Đến năm 2023, có 63 loài đã được ghi nhận.

## Các loài
- Mastacembelus alboguttatus Boulenger, 1893
- Mastacembelus albomaculatus Poll, 1953
- Mastacembelus ansorgii Boulenger, 1905
- Mastacembelus apectoralis Brown, Britz, Bills, Rüber & Day, 2011
- Mastacembelus armatus (Lacépède, 1800): Chạch sông
- Mastacembelus aviceps Roberts & Stewart, 1976
- Mastacembelus brachyrhinus Boulenger, 1899
- Mastacembelus brichardi Poll, 1958
- Mastacembelus catchpolei Fowler, 1936
- Mastacembelus congicus Boulenger, 1896
- Mastacembelus crassus Roberts & Stewart, 1976
- Mastacembelus cryptacanthus Günther, 1867
- Mastacembelus cunningtoni Boulenger, 1906
- Mastacembelus dayi Boulenger, 1912
- Mastacembelus decorsei Pellegrin, 1919
- Mastacembelus dienbienensis Nguyen & Nguyen, 2005
- Mastacembelus ellipsifer Boulenger, 1899
- Mastacembelus erythrotaenia Bleeker, 1850
- Mastacembelus favus Hora, 1924
- Mastacembelus flavidus Matthes, 1962
- Mastacembelus frenatus Boulenger, 1901
- Mastacembelus greshoffi Boulenger, 1901
- Mastacembelus kadeiensis Roberts, 2020
- Mastacembelus kakrimensis Vreven & Teugels, 2005
- Mastacembelus latens Roberts & Stewart, 1976
- Mastacembelus liberiensis Boulenger, 1898
- Mastacembelus loennbergii Boulenger, 1898
- Mastacembelus marchei Sauvage, 1879
- Mastacembelus mastacembelus (Banks & Solander, 1794)
- Mastacembelus micropectus Matthes, 1962
- Mastacembelus moorii Boulenger, 1898
- Mastacembelus niger Sauvage, 1879
- Mastacembelus nigromarginatus Boulenger, 1898
- Mastacembelus notophthalmus Roberts, 1989
- Mastacembelus oatesii Boulenger, 1893
- Mastacembelus ophidium Günther, 1894
- Mastacembelus pantherinus Britz, 2007
- Mastacembelus paucispinis Boulenger, 1899
- Mastacembelus plagiostomus Matthes, 1962
- Mastacembelus platysoma Poll & Matthes, 1962
- Mastacembelus polli Vreven, 2005
- Mastacembelus praensis (Travers, 1992)
- Mastacembelus reygeli Vreven & Snoeks, 2009
- Mastacembelus robertsi (Vreven & Teugels, 1996)
- Mastacembelus sanagali Thys van den Audenaerde, 1972
- Mastacembelus seiteri Thys van den Audenaerde, 1972
- Mastacembelus sexdecimspinus (Roberts & Travers, 1986)
- Mastacembelus shiloangoensis (Vreven, 2004)
- Mastacembelus shiranus Günther, 1896
- Mastacembelus simbi Vreven & Stiassny, 2009
- Mastacembelus strigiventus Zhou & Yang, 2011
- Mastacembelus taiaensis (Travers, 1992)
- Mastacembelus tanganicae Günther, 1894
- Mastacembelus thacbaensis Nguyen & Nguyen, 2005
- Mastacembelus tinwini Britz, 2007
- Mastacembelus traversi (Vreven & Teugels, 1997)
- Mastacembelus triolobus Zhou & Yang, 2011
- Mastacembelus trispinosus Steindachner, 1911
- Mastacembelus ubangipaucispinis Roberts, 2020
- Mastacembelus undulatus (McClelland, 1844)
- Mastacembelus unicolor Cuvier, 1832
- Mastacembelus vanderwaali Skelton, 1976
- Mastacembelus zebratus Matthes, 1962

## Hình ảnh

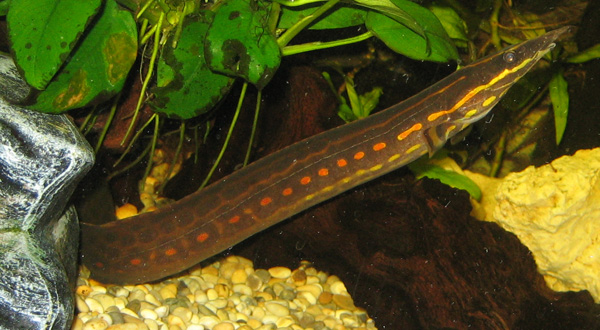
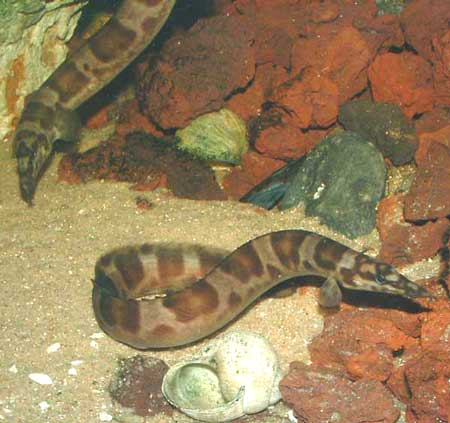
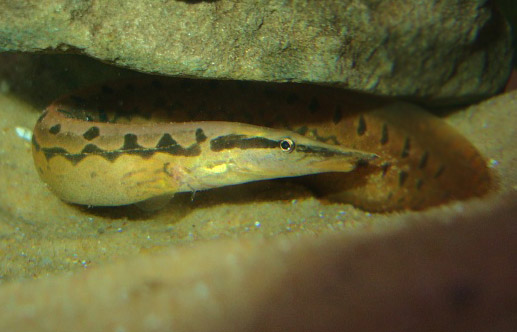
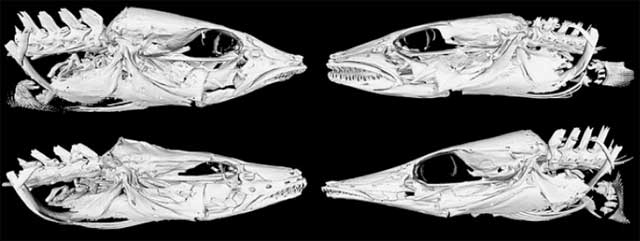